# Отцеубийство

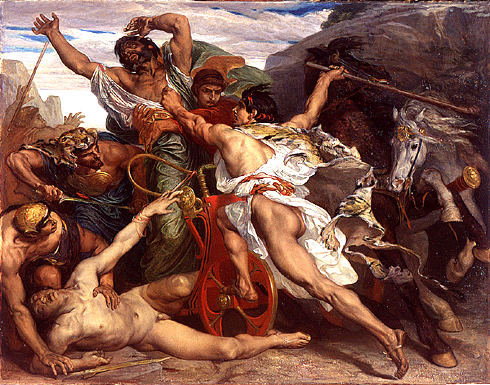
Эдип убивает Лая (Жозеф Бланк, 1867)

Отцеуби́йство, патрици́д (лат. parricidium, patricidium, от «pater» «отец» + «caedere» «убивать») — убийство собственного отца; во многих культурах и религиях отцеубийство считается одним из самых страшных грехов. Например, по свидетельствам Цицерона, в Римской республике отцеубийство было единственным преступлением, за которое гражданин подвергался смертной казни.

## Известные отцеубийцы
- Беатриче Ченчи
- Мария Сваненбург
- Рональд Дефео
- Жан-Клод Роман
- Николай Дудин
- Ричард Дадд
- Георгий II Злой
- Константин I Кахетинский

## В массовой культуре
- Роман Рекса Стаута «Фер-де-Ланс» (1934).
- Роман Агаты Кристи «Рождество Эркюля Пуаро» (1938)
- Х/ф. «Куколки за колючей проволокой» (1975).
- Х/ф. «Гладиатор» (2000).
- Х/ф. «Троглодиты» (2002).
- Т/с. «Убийства по алфавиту» (2018).
- Бенджамин Лайнус
- Кейт Остин
- Артас